# Elizabeth Garrett Anderson
Elizabeth Garrett Anderson (Whitechapel, 9 giugno 1836 – 17 dicembre 1917) è stata una medica, attivista e politica britannica.
Prima donna inglese a qualificarsi come chirurga, fu cofondatrice del primo ospedale amministrato da donne, prima direttrice della British Medical School (la prima scuola di medicina inglese), prima donna laureata di Francia, prima donna in Inghilterra ad essere eletta nel consiglio di amministrazione di una scuola e come sindaca di Aldeburgh, prima sindaca e magistrata d'Inghilterra.
Fu anche un'attiva suffragetta.

## Biografia

### Gli anni della tenera età e della crescita
Nasce il 9 giugno 1836 a Londra. Seconda di 11 figli di Newson Garrett (1812-1893) di Leiston, Suffolk, e di sua moglie Louisa Nee Dunnell (1813-1903) di Londra. Il padre, ultimogenito di tre fratelli, abbandona la città natale alla volta della capitale inglese, desideroso di sfuggire all'immobilismo di Leinston, puntando sulla vitalità imprenditoriale della capitale.
Una volta a Londra, decide di sposare la cognata di suo fratello, Louisa Dunnell, figlia di un oste. La coppia per un certo periodo abitò in Commercial Road 1, Whitechapel, dove nacquero Louie, Elizabeth e un maschietto, Newson, che purtroppo morì alla tenera età di 6 mesi.
Quando Elizabeth compì 3 anni, la famiglia si trasferì al 142 di Long Acre, dove vissero sereni per altri 2 anni. In quel periodo, nacquero altri 2 figli, e il successo professionale del padre crebbe, diventando non solo il più grande Banchiere dei Pegni della capitale, ma anche un florido Argentiere.
Nel 1837 il nonno di Elizabeth morì lasciando in eredità allo zio di Elizabeth lo Studio di ingegneria e Progettazione di famiglia, la Richard Garrett & Sons. Nonostante la perdita della sua parte di eredità, Newson, fu determinato nella sua crescita professionale. Nel 1841, all'età di 29 anni, dopo essere ritornato nella sua Suffolk entrò nel commercio di carbone, contribuendo alla costruzione una serie di maltifici.
La famiglia Garrett visse fino al 1852 in una casa georgiana situata nei pressi della chiesa di Aldeburgh. In breve tempo il giro di affari del padre di Elizabeth si espanse, e come tale anche la sua famiglia; nacquero altri 5 bambini: Alice nel 1842, Millicent nel 1847,  Sam nel 1850, Josephine nel 1853, e George nel 1854.
Dopo anni di sacrifici, intorno al 1850, Newson era un prospero uomo d'affari, costruttore della Alde House, una dimora situata sulle colline alle spalle di Aldeburgh. Come "prodotto della rivoluzione industriale" Elizabeth crebbe in una atmosfera di trionfante crescita economica, un autentico stimolo per ognuno dei figli di Newson per diventare abili professionisti. La stessa Elizabeth fu incoraggiata a interessarsi della politica locale e, contrariamente alle regole del tempo, le fu permesso di esplorare liberamente la città, anche luoghi che di solito le donne non frequentavano. Elizabeth crebbe serena, amante della vita all'aria aperta e della pesca. Godette sempre di buona salute per tutto il corso della sua vita.

### Verso la pubertà e la scoperta della passione per lo studio

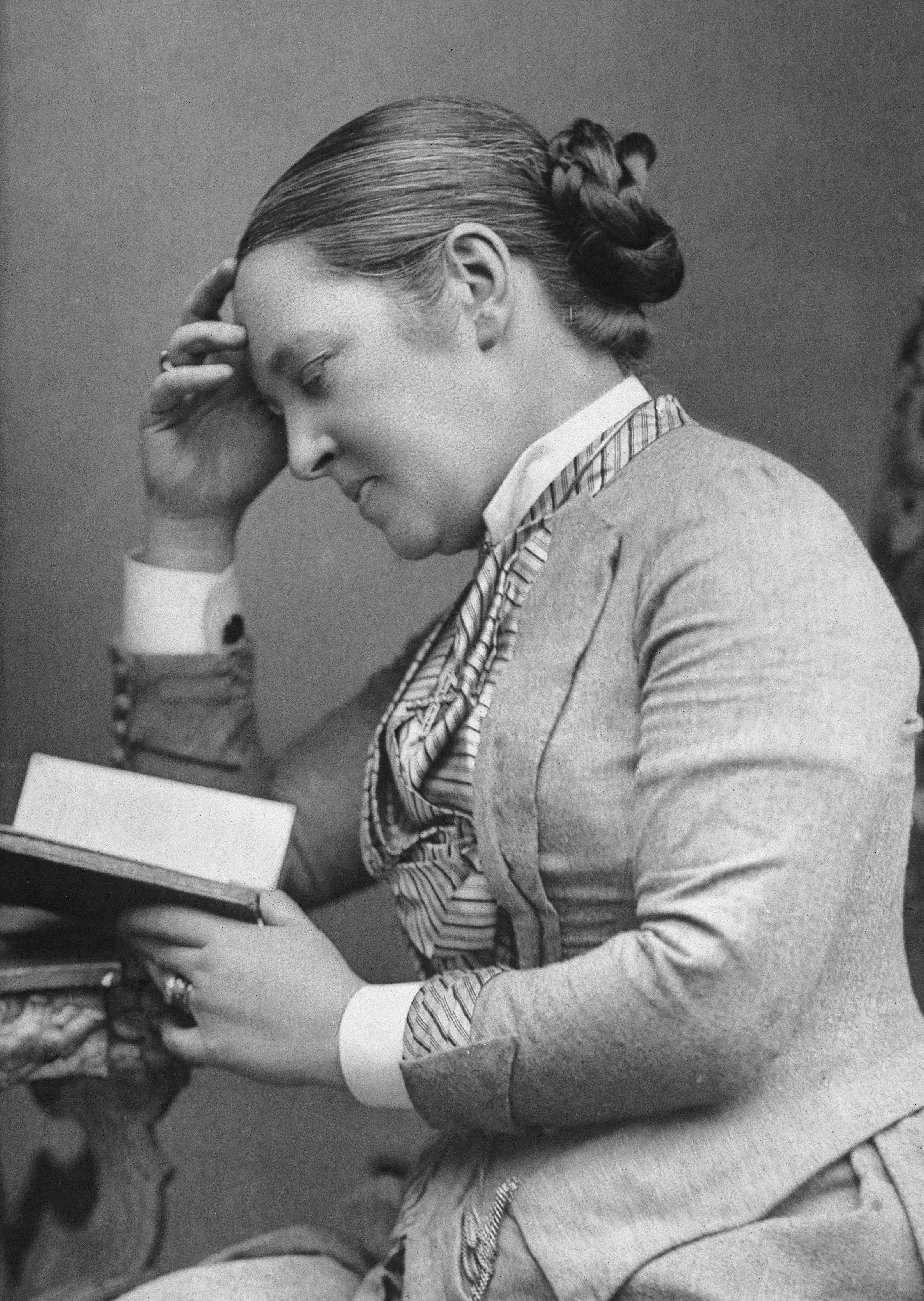
Elizabeth Garrett Anderson

A causa dei costumi dell'epoca una donna non poteva studiare, per cui fu costretta ad un'istruzione famigliare, all'inizio impartita da sua madre Luisa. Una volta raggiunti i 10 anni, venne affiancata da Miss Edgeworth, un'istitutrice, che ebbe il compito di educare sia la giovane Elizabeth che sua sorella.
Le mattinate erano dedicate alle lezioni in classe, mentre i pomeriggi erano rivolti all'apprendimento della lezione mattutina, e, fino a sera, a impegnative passeggiate. Miss Edgeworth si fermava poi a cena con la famiglia, dormendo in una piccola area ricavata dalla camera delle ragazze.
Dopo qualche anno, Elizabeth sentì il bisogno di uscire di casa e studiare in una classe con un insegnante di ruolo, assieme ai suoi coetanei. Il padre desiderava dare a tutti i suoi figli una formazione il più elevata possibile, per cui assecondò sia il desiderio di Elizabeth che di sua sorella maggiore Louie, iscrivendole al collegio femminile privato di Blackhealt gestito dalle zie del famoso poeta Robert Browning.
Qui si dedicò allo studio della letteratura inglese, del francese, dell'italiano, del tedesco. Le sue letture comprendevano Tennyson, Wordsworth, Milton, Coleridge e George Eliot. Alle due sorelle Garrett fu subito affibbiato un nomignolo alquanto curioso di "le sorelle da bagno", in quanto il padre insistette affinché le sue figlie avessero il permesso di fare un bagno caldo almeno una volta a settimana.
Nonostante il buffo soprannome, Elizabeth e Louie in quel periodo furono in grado di costruire amicizie solide e durature. Quando nel 1851 terminarono gli studi, fecero un breve viaggio, che terminò con una memorabile visita alla prima Esposizione Universale della storia, allestita nel Crystal Palace nell'Hyde Park di Londra.
Dopo la loro educazione formale, Elizabeth dedicò i 9 anni successivi al lavoro di casalinga. Con la sua mente viva, energica e vigorosa, la prospettiva di una mera esistenza domestica non era soddisfacente, così continuò a studiare latino e matematica al mattino e a leggere avidamente svariati autori. Nel 1854, quando compì 18 anni, insieme alla sorella, si recò a Gateshead a trovare le amiche di scuola Jane e Anne Crow.
In quell'occasione conobbero Emily Davison, la prima femminista e futura cofondatrice, insieme ad Elizabeth, a Cambridge del Girton College. Emily Davison divenne una preziosa amica per la Garrett ed una sua cara confidente, sempre pronta a darle importanti consigli. Fu proprio quattro anni dopo, nel 1858, proprio alla prima pubblicazione dell'English Woman's Journal, che Elizabeth lesse alcuni articoli su Elizabeth Blackwell, la prima donna divenuta medico nel 1849 negli Stati Uniti d'America.
Quando l'anno successivo la Blackwell fece visita a Londra, Elizabeth fece di tutto pur di vederla e dopo essersi spostata nella capitale partecipò all'evento "Società per promuovere il lavoro delle donne" che organizzava sia letture della Blackwell su temi come: "la medicina come professione per le donne" che incontri personali con la Dottoressa stessa.
Elizabeth, ispirata e affascinata da quell'incontro, durante una successiva visita serale alla Alde House attorno al 1860 insieme alla sua cara amica Davis, selezionò le carriere professionali che avrebbero potuto permettere un avanzamento dei diritti delle donne. Elizabeth era dell'idea di aprire l'accesso alla professione medica a tutte le donne, mentre la Davis sosteneva che fosse necessario un'educazione universitaria per le donne stesse. Un'altra donna che sostenne l'idea di Elizabeth fu Louisa Aldrich Blake; Louisa fu la prima donna inglese a conseguire un Master in Chirurgia e si impegnò attivamente per introdurre le donne nella professione medica, soprattutto durante la prima guerra mondiale, reclutando tantissime donne medico per intervenire negli ospedali da campo.
A questi discorsi quella sera davanti al camino della casa si aggiunse anche la tredicenne Millicent che sosteneva il diritto di votare e di investire le donne di cariche politiche. Di fronte a questi discorsi il padre Newson inizialmente si oppose all'idea radicale della figlia di diventare un dottore, ma in poco tempo si ricredette promettendo di fare tutto quanto in suo potere dal punto di vista finanziario per supportare sua figlia nella lunga e tortuosa battaglia.

### L'esperienza da infermiera e gli studi privati
Dopo una iniziale e fallimentare visita ai principali dottori in Harley Street, Elizabeth decise di passare i successivi sei mesi come infermiera al Middlesex Hospital a Londra. Dimostrando di essere brava, le fu permesso di partecipare alle visite cliniche, e in poco tempo giunse ad effettuare la sua prima operazione. Nonostante questo, in quanto donna, fu esclusa a Londra sia da molte facoltà di medicina che dall'ospedale di insegnamento.
Grazie al contributo del farmacista dell'ospedale, ricevette lezioni private di greco e latino, mentre continuava il suo lavoro da infermiera. Assunse poi un tutor personale per studiare, tre sere a settimana, anatomia e medicina. Ogni tanto le veniva anche permesso di partecipare sia alle lezioni di chimica che alle dissezioni, ma gradualmente, a causa alla sua bravura, diventò una presenza scomoda tra gli studenti maschi, i quali, nel 1861, presentarono una lettera alla dirigenza contro la sua ammissione come ricercatrice.
Fu quindi obbligata a lasciare il Middlesex Hospital, ma le venne comunque riconosciuto un diploma con lode in chimica e nelle materie mediche. Da quel momento in poi Elizabeth tentò di iscriversi a diverse scuole di medicina, incluse Oxford, Cambridge, Glasgow, Edimburgo e il Royal College of Surgeons, ma tutte rifiutarono la sua ammissione.
Nel frattempo, ottenne privatamente un certificato in anatomia e fisiologia. Nel 1862 fu finalmente ammessa dall'Associazione dei Farmacisti per frequentare studi privati. Nei successivi tre anni continuò la sua battaglia per qualificarsi, studiando sempre privatamente, con diversi professori, di cui alcuni provenienti dalle più illustri università (Sant'Andrew, Edinburgh Royal Maternity e London Hospital Medical School). Nel 1865 finalmente poté sostenere l'esame e ricevere la licenza dalla Società dei Farmacisti per praticare la medicina, diventando così la prima donna qualificata in Inghilterra. In quel giorno, solo tre tra i sette candidati passarono gli esami, ed Elizabeth fu colei che ottenne i voti più alti. Da quel momento in poi vennero abrogate dall'associazione dei Farmacisti le regole che impedivano alle donne di ottenere tale licenza.

### L'affermazione Professionale

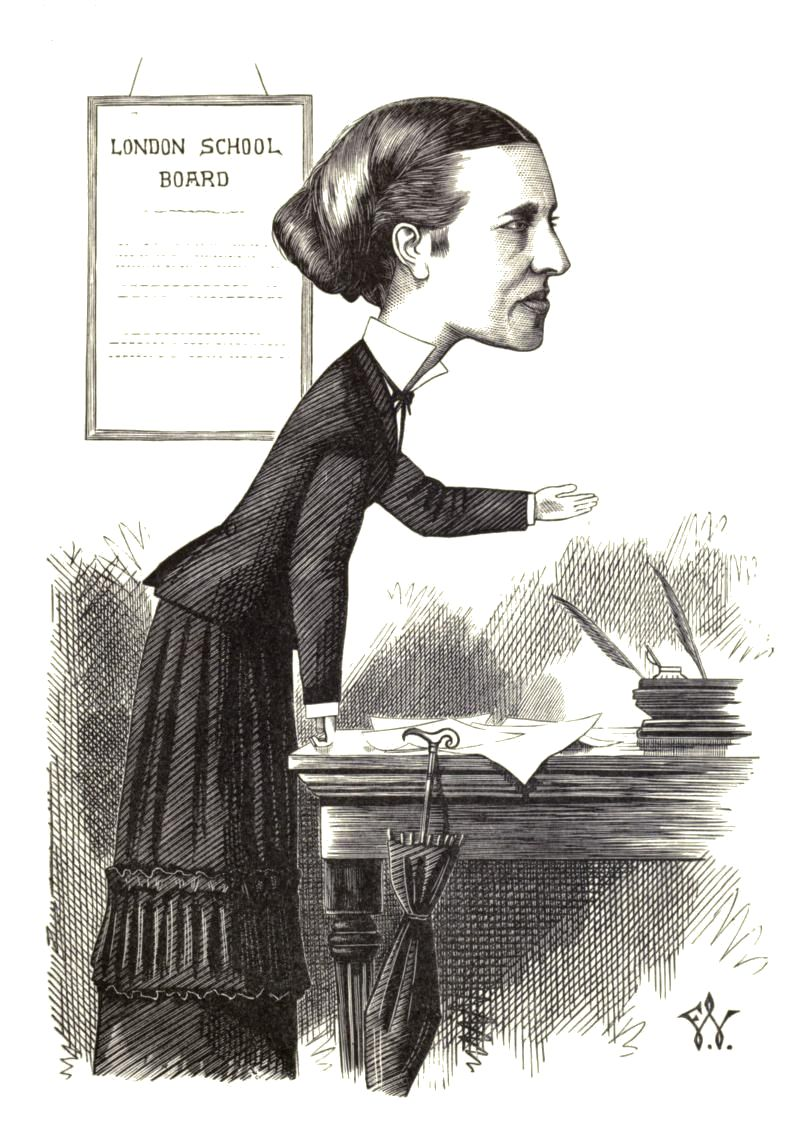
Elizabeth Garrett Anderson realizzata da Frederick Waddy

Nonostante il diploma ricevuto dall'Associazione dei Farmacisti però, come donna, Elizabeth non poteva assumere alcun ruolo all'interno agli ospedali. Proprio per questo nel 1865 aprì il suo studio privato a Londra, al 20 di Berkeley Street.. Nonostante la lenta partenza, il suo studio crebbe piano piano, fino al momento in cui, sei mesi dopo, decise di aprire una vera e propria clinica privatadedicata alle donne povere, per permettere loro di ricevere cure mediche da un dottore qualificato del loro stesso sesso.
Nello stesso anno per una grave epidemia di colera che colpì sia ricchi che poveri, uomini e donne, molte persone, prese dal panico, lasciarono da parte ogni pregiudizio che avevano nei confronti di un medico donna. Nel primo anno di attività vennero registrati circa 3.000 nuovi pazienti e vennero fatte oltre 9.300 visite.
Non appena il Rettore della Facoltà di Medicina dell'università Sorbona di Parigi permise l'ammissione delle donne come studenti di medicina, Elizabeth studiò il francese, in modo da poter sostenere la domanda per il corso di laurea che ottenne nel 1870.
Nello stesso anno fu eletta nel primo "consiglio" della London School, ovvero in un ufficio da poco aperto alle donne, tra i quali candidati ricevette i voti più alti. Sempre nel 1870 fu riconosciuta come medico di supporto per i bambini, dell'East London Hospital, diventando la prima donna in Inghilterra a ricoprire tale ruolo.  Nel 1872 la clinica divenne il nuovo ospedale per donne e bambini, specializzato soprattutto nella ginecologia.
Presto però si rese conto che i doveri delle due posizioni erano incompatibili con il lavoro principale del suo studio privato e della clinica, così come con il ruolo di madre, per cui, nel 1873, fu costretta a rassegnare le dimissioni.  Due anni dopo, l'ospedale si trasferì in Marleybone Street. È proprio in questo periodo Elizabeth divenne protagonista di molti accesi dibattiti con i medici uomini, riguardo all'ingresso delle donne nel loro settore.
Nel 1874, Henry Maunel in un articolo riguardante il sesso e la mente nell'educazione, arrivò a sostenere che l'educazione per le donne avrebbe causato nella loro mente un sovra esercizio, e che quindi avrebbe ridotto le loro capacità riproduttive, causando in alcuni casi disordini nervosi e persino mentali. Elizabeth rispose a questo articolo basandosi sul fatto che il vero pericolo per le donne non era tanto l'educazione quanto la noia.
L'unico modo per evitarla, secondo la dottoressa, era quello di stare un po' all'aria fresca e di fare sano esercizio, piuttosto che vivere sedute davanti al fuoco con una storia da leggere. Sempre nel 1874, Elizabeth contribuì a fondare con Sophie Jex, la London School of Medicine per sole donne. Ne diventò ben presto un insegnante, ed in poco tempo divenne il primo ospedale per donne ad offrire corsi di studio riservato a sole donne. Ne fu poi rettore dal 1883 al 1902. La scuola fu in seguito rinominata "The Royal Free Hospital of Medicine", ed entrò a far parte di quella che è oggi la facoltà di medicina dell'University College di Londra.

### Il suo importante ruolo nella British Medical Association

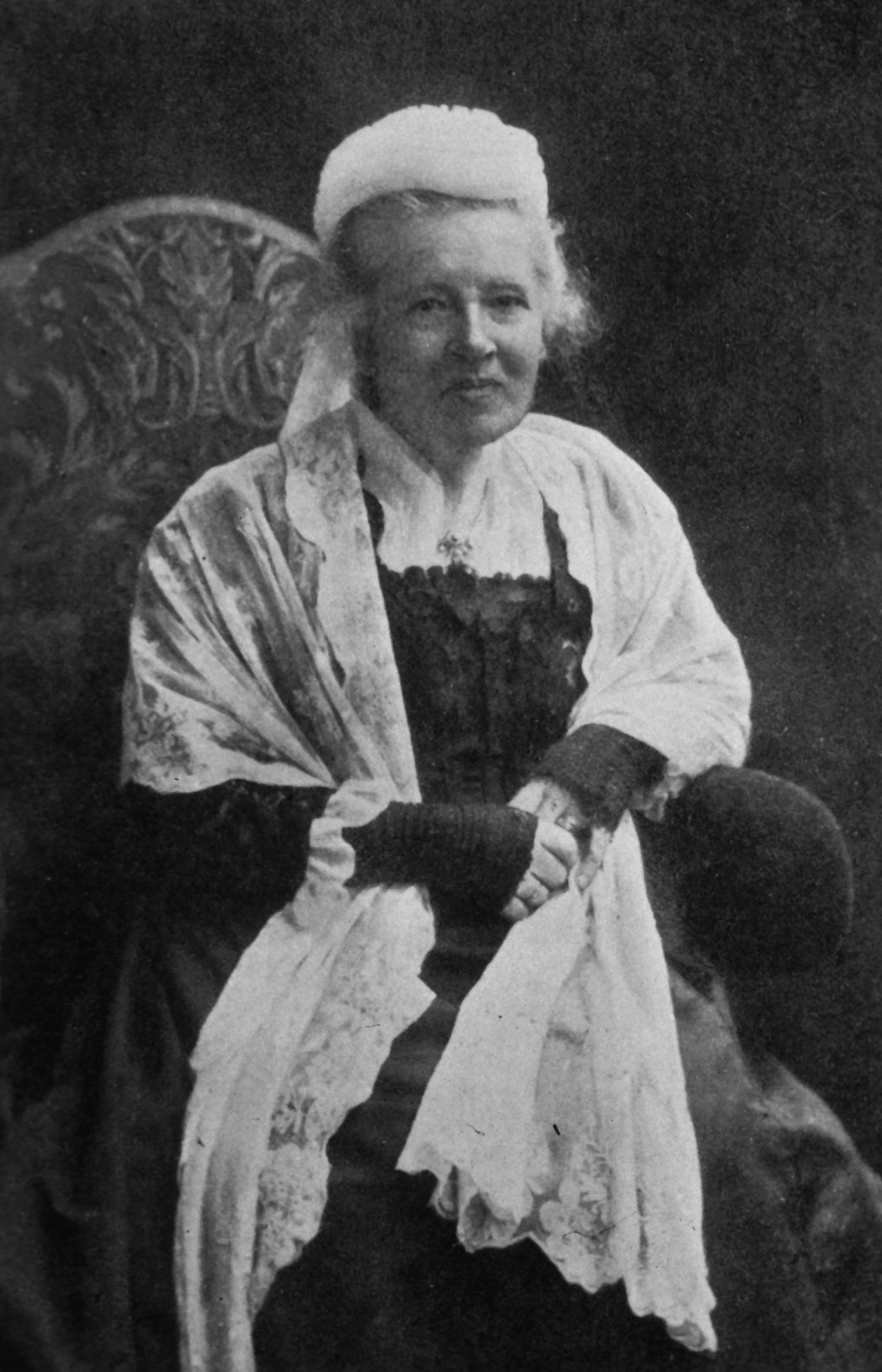
Elizabeth Garrett Anderson

Nel 1873 Elizabeth divenne membro della British Medical Association e ne rimase l'unico femminile per 19 anni, dopo che l'Associazione votò contro l'ammissione di altre donne. Nel 1897 fu eletta presidente della branca East Anglian della BMA e contemporaneamente lavorò sia per lo sviluppo del nuovo ospedale, che per la creazione della nuova scuola di medicina, dedicati entrambi a sole donne. Il nuovo ospedale sito in East Road, fu gestito per anni da donne medico, e la scuola raggiunse in breve tempo oltre i 200 studenti. Il 9 novembre 1908 Elizabeth fu eletta sindaco di Aldeburgh, diventando la prima donna in Inghilterra a ricoprire tale carica.

### La posizione a favore del suffragio femminile
Elizabeth fu inoltre un membro particolarmente attivo del movimento per il raggiungimento del suffragio femminile. Nel 1866, sia lei che la Davis presentarono una petizione firmata da più di 1.500 donne richiedendo che alle donne capofamiglia venisse concesso il diritto di voto. In questa campagna, non fu militante tanto quanto la sorella Millicent, ma nel 1889 divenne un membro attivo del  “Central Committee of the National Society for Women's Suffrage”. Dopo la morte del padre avvenuta nel 1907, incrementò le sue attività a favore del movimento. Già nel ruolo di sindaco di Aldeburgh, tenne diversi discorsi sul suffragio, e perpetuò le attività militanti, anche dopo il suo ritiro dalla carica. La sua carriera di medico venne ereditata da sua figlia Louisa che raccolse non solo l'eredità della madre riguardante la passione per le materie scientifiche, ma anche la sua attività a favore del suffragio, tanto che fu nel 1912 addirittura imprigionata.

### Una vita oltre la medicina
Elizabeth una volta disse: “un dottore conduce due vite, quella professionale e quella privata, e i confini tra le due non devono mai oltrepassarsi”. Nel 1871 si sposa con James George Skelton Anderson della “Orient Steamship Company” in co-proprietà con suo Zio Arthur Anderson, matrimonio che non le impedì comunque di continuare con la sua attività di medico.
Ebbe 3 figli, Louisa (1873–1943), Margaret (1874–1875), morta di meningite dopo un anno, e Alan (1877–1952). I coniugi Anderson, passarono, dal 1902, la loro vecchiaia a Aldeburgh ,  trasferendosi, dopo la morte della madre di Elizabeth, l'anno successivo, presso la Alde House. Vissero un matrimonio felice, per tutti i 36 anni che trascorsero assieme. Suo marito James morì di ictus nel 1907.  Una volta vedova, e in tarda età, trascorse gli ultimi anni dedicandosi alla vita in Alde House, al giardinaggio e viaggiando con i membri più giovani della sua ormai allargata famiglia. Elizabeth morì il 17 dicembre 1917 alla veneranda età di 81 anni, dopo una vita dedicata al ruolo di medico e madre. Rimane una dei più grandi esempi d'ispirazione per le donne medico di tutto il mondo.